# Anelosimus baeza
Anelosimus baeza là một loài nhện trong họ Theridiidae.
Loài này thuộc chi Anelosimus. Anelosimus baeza được miêu tả năm 2006 bởi Agnarsson.